# Tatort: Der schwarze Troll
Der schwarze Troll ist ein Fernsehfilm aus der Kriminalreihe Tatort der ARD und des ORF. Der Film wurde von Radio Bremen produziert und am 25. Mai 2003 erstmals ausgestrahlt. Es handelt sich um die 533. Tatort-Folge. Für Kriminalhauptkommissarin Inga Lürsen (Sabine Postel) ist es der neunte Fall, für Kriminalkommissar Stedefreund (Oliver Mommsen) der vierte, in dem sie ermitteln.

## Handlung
Laura Kern kümmert sich mit Hingabe um ihre beiden Kinder, während sie versucht, den Ansprüchen ihres Mannes, der ein Restaurant betreibt, gerecht zu werden. Nach der Gute-Nacht-Geschichte über einen Troll hört sie Lärm aus dem Restaurant. Ihr Mann Herbert liegt blutverschmiert inmitten von Scherben am Boden. Sie gibt den Kommissaren Lürsen und Stedefreund gegenüber an, dass zwei maskierte Männer kurz nach Mitternacht ihren Mann überfallen und sie, als sie dazukam, mit einer abgebrochenen Flasche an der Schulter verletzt hätten. Als jedoch die Tochter Anne plötzlich hinzu kommt und fragt: „Ist Herbert jetzt tot?“ bezweifelt Stedefreund die Einbrecher-Version. Zudem passen für ihn so einige Indizien nicht zu einem Raubmord. Er veranlasst die Untersuchung von Lauras Verletzungen und dies bestätigt Stedefreunds Vermutung, dass sie sich die Verletzung selber zugefügt hat.
Kriminalhauptkommissarin Lürsen befragt am nächsten Tag die Küchenhilfe zu den Vorgängen und erfährt dabei von den schwierigen Familienverhältnissen der Kerns. Anne wäre nicht Herbert Kerns Tochter und ihr erster gemeinsamer Sohn Henrik sei aufgrund von Atemaussetzern schon als Säugling gestorben, weil es die Mutter nicht rechtzeitig ins Krankenhaus geschafft hatte. Das hätte die Ehe belastet und immer wieder Grund zum Streit gegeben. So bleibt den Kommissaren nicht verborgen, dass Laura Kern in dem Apotheker David Gussmann einen Geliebten hat. Da er ähnlich sensibel ist wie Laura Kern, kann er mit seiner Schuld nicht leben. Er stellt sich der Polizei, weil er Herbert Kern im Streit erschlagen hatte.
Trotz des überraschenden Geständnisses ist für Lürsen und Stedefreund der Fall noch nicht abgeschlossen, denn Laura Kern hat offensichtlich die Tat ihres Freundes durch ihre Selbstverletzungen vertuschen wollen. Doch damit nicht genug, als diese merkt, wie die Polizei der Wahrheit näher kommt, versucht sie weitere Spuren zu verwischen und scheut dabei auch vor einem Mord nicht zurück, indem sie ihrem Hausarzt heimlich ein Medikament verabreicht, in dessen Folge er an plötzlichem Herzversagen stirbt. Lürsen hatte jedoch bereits von ihm erfahren, dass er Herbert Kern ein Mittel gegen Herzrhythmusstörungen verschrieben hatte. Dessen Frau hatte dies jedoch ausgetauscht, woraus eindeutig hervorgeht, dass Laura Kern selbst vorhatte ihren Mann umzubringen, wobei die Affekttat von Gussmann ihr nur zuvorkam. 
Es finden sich weitere Verdachtsmomente gegen Laura Kern: Ihr erster Ehemann, der Vater von Anne, war auch schon an Herzversagen gestorben, eine weitere Tochter mit diesem Mann ebenfalls früh. Es kristallisiert sich immer mehr heraus, dass Laura Kern ein psychisches Problem hat. Vermutlich hat sie das Münchhausen-Stellvertretersyndrom, denn ihre Kinder sind auffallend oft krank, was Apotheker Gussmann bestätigen kann. Ihr kleiner Sohn wird gerade wieder im Krankenhaus behandelt. 
Lürsen findet das tödliche Herzmittel in der Hausapotheke der Kerns, und als Laura bemerkt, dass ihr die Polizei auf den Fersen ist, bereitet sie ihre Flucht vor. Doch unerwartet steht plötzlich David Gussmann im Treppenhaus. Als sie aber erkennt, dass David mit der Polizei verkabelt ist, zwingt sie ihn mit Waffengewalt, eine Suppe zu essen, die auch Anne essen muss. Die Polizei stürmt rechtzeitig das Haus und kann Gussmann und Anne retten. Zudem verhindert sie, dass Laura Kern auch dem Kleinkind die Suppe einflößt. Die Mutter gibt zu, Klarspüler in die Suppe gegeben zu haben, und richtet sich vor ihrer Abführung selbst, indem sie sich erschießt.

## Hintergrund
Die Dreharbeiten fanden vom 23. Oktober bis zum 26. November 2002 in Bremen und der näheren Umgebung statt. Es handelt sich um eine Co-Produktion von Radio Bremen (RB) und dem Westdeutschen Rundfunk (WDR) für Das Erste.

### Kritik
„Ein Mordfall, der nach Raubmord aussieht, sich dann in Richtung Eifersuchtsmord entwickelt – aber am Ende ist etwas ganz anderes im Spiel. ‚Der schwarze Troll’ ist ein wie ein Märchen erzählter ‚Tatort‘: die Geschichte ist blutig, die Motive sind grausig, doch mitten in einem menschlichen Drama werden immer wieder Sehnsüchte nach einem besseren Leben deutlich. Die Schriftstellerin Thea Dorn hat ein sehr dichtes Drehbuch geschrieben, das Vanessa Jopp als kühles, kluges Kammerspiel mit Top-Besetzung inszeniert hat.“